# ماراثون لندن 2016
ماراثون لندن 2016 (بالإنجليزية: 2016 London Marathon)‏ هو موسم من ماراثون لندن. أقيم بتاريخ 24 أبريل 2016، وفاز فيه إليود كيبشوج، وجيميما سومغونغ، ومارسيل هغ، وتاتيانا مكفادين.